# Julian Zapała
Julian Zapała ps. „Lampart” (ur. 1 lutego 1904 w Niedźwiedziu, zm. 9 kwietnia 1964 w Krakowie) – kapitan artylerii Wojska Polskiego.

## Życiorys

### Rozwój kariery
W 1927 roku ukończył Oficerską Szkołę Artylerii w Toruniu. 11 sierpnia 1927 roku Prezydent RP Ignacy Mościcki mianował go podporucznikiem ze starszeństwem z dniem 15 sierpnia 1927 roku i 107. lokatą w korpusie oficerów artylerii, a Minister Spraw Wojskowych wcielił do 4 pułku artylerii polowej w Inowrocławiu. 15 sierpnia 1929 roku awansował na porucznika ze starszeństwem z dniem 15 sierpnia 1929 roku i 105. lokatą w korpusie oficerów artylerii. W 1934 roku otrzymał przeniesienie z 7 pułku artylerii ciężkiej w Poznaniu do 4 pułku artylerii ciężkiej w Łodzi. W 1934 roku ukończył ekonomię polityczną na Uniwersytecie Poznańskim. Po wybudowaniu koszar w Tomaszowie Mazowieckim, dywizjon por. Zapały przeznaczono do ochrony rezydencji Prezydenta Rzeczypospolitej Polskiej w Spale. W 1936 roku awansował na kapitana.

### Okres II wojny światowej
Podczas kampanii wrześniowej 1939 roku dowodził baterią artylerii w obronie Twierdzy Modlin. Po kapitulacji twierdzy 29 września 1939 roku udało mu się uniknąć niewoli niemieckiej i powrócić do rodzinnej miejscowości Niedźwiedź.
Od jesieni 1940 roku organizował oddział partyzancki w Gorcach. Po utworzeniu 1 pułku strzelców podhalańskich i jego zaprzysiężeniu 24 września 1944 roku jako jednostki Wojska Polskiego, oddział kpt. „Lamparta” przemianowano na IV batalion 1 pspodh. AK. Składał się on z dwóch kompanii: 10-tej dowodzonej przez por. Tadeusza Kosmowskiego ps. Las oraz 11-tej dowodzonej przez ppor. Adama Winnickiego ps. Pazur.
Po zakończeniu wojny ukrywał się w szpitalu w Rabce, a następnie u Sióstr ze Zgromadzenia Franciszkanek Rodziny Maryi w Niedźwiedziu. Ujawnił się w sierpniu 1945 roku po ogłoszonej amnestii.

## Odznaczenia
- Krzyż Srebrny Orderu Wojennego Virtuti Militari;
- Srebrny Krzyż Zasługi z Mieczami[4].